# Bantustan
Bantustan eller homeland, er en betegnelse for de områder i Sydafrika, som apartheid-styret betragtede som selvstændige lande, men som alene havde til opgave at være "hjemlande" for de sorte, der således kunne arbejde i Sydafrika uden at være borgere i landet.
Sydafrika oprettede også bantustans i Namibia, som indtil 1990 var under sydafrikansk kontrol.

## Sydafrikanske bantustans
- Transkei
- Bophuthatswana
- Ciskei
- Venda
- Lebowa
- KaNgwane
- Gazankulu
- Qwaqwa
- KwaZulu
- KwaNdebele